# Scolopendre (fougère)
Asplenium scolopendrium var. scolopendrium
Pour les articles homonymes, voir Scolopendre.
Variété
Synonymes
Asplenium scolopendrium L., 1753
Phyllitis scolopendrium (L.) Newman, 1844
Statut de conservation UICN

 LC  : Préoccupation mineure
Europe, France 
La Scolopendre ou Asplenium scolopendrium var. scolopendrium (anciennement Asplenium scolopendrium ou Phyllitis scolopendrium) est une variété de fougères de la famille des Aspleniaceae. Ses autres noms communs sont Langue de cerf, Herbe à rate ou Herbe hépatique.

## Description

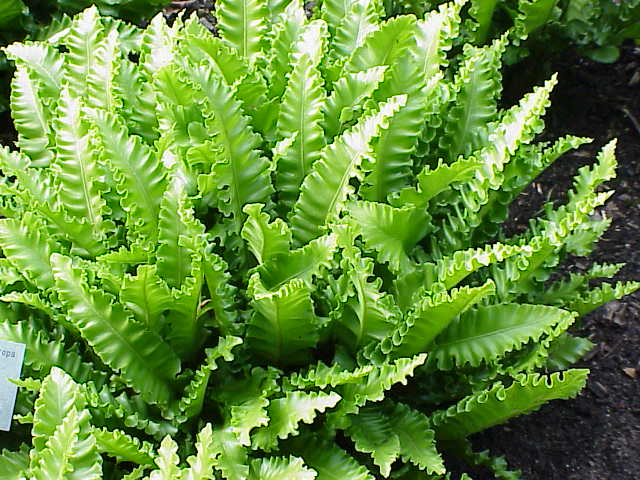
Un exemple dAsplenium scolopendrium à frondes à bordure ondulée.

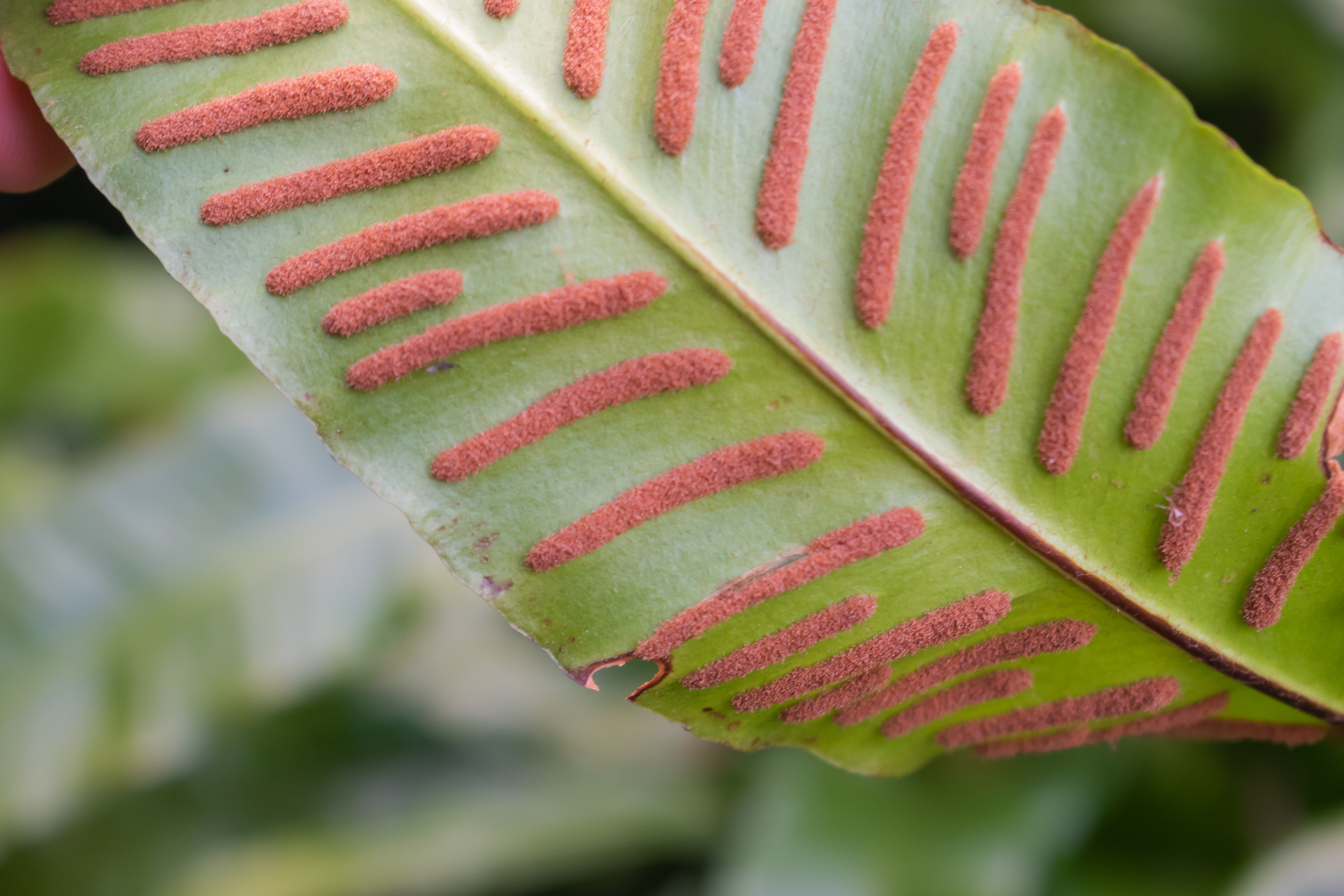
Sores de scolopendre.

### Appareil végétatif
La scolopendre est une fougère qui pousse en touffes. Les frondes partent d'un rhizome court et épais, recouvert d'écailles brun-roux. Les frondes mesurent de 30 à 60 cm et persistent toute l'année.
Elles sont entières, de forme allongée en ruban (d'où le nom de langue de cerf), leur bordure est entière ou parfois ondulée.
À leur base, les feuilles sont échancrées en cœur, formant deux lobes arrondis. Le pétiole brun, velu, porte des écailles brunes à noires à la base, et il est nettement plus court que le limbe.

### Appareil reproducteur
Les sores se situent sur la face inférieure du limbe : ils sont de grande taille, linéaires, parallèles entre eux et disposés de façon oblique par rapport au rachis (cette disposition a valu le nom de scolopendre à cette fougère car rappelant un genre de mille-pattes). Les sores sont de couleur brun-jaune, brun-orangé ou brun-violacé. Ils sont protégés par une indusie double.

### Cycle de vie
Les feuilles nouvelles apparaissent au printemps. La sporulation a lieu de mai à septembre (ou octobre en région plus tempérée)
La dissémination des spores est réputée être de type anémochore (par le vent). Les spores dispersées de Juin à Septembre ont germé avant le début de l'hiver ; Ils forment des prothalles végétatif. Les gamétophytes matures apparaitront l'été suivant. Dans les régions froides, les gamétophytes et les sporophytes vivaces doivent donc résister à des conditions hivernales rigoureuses.

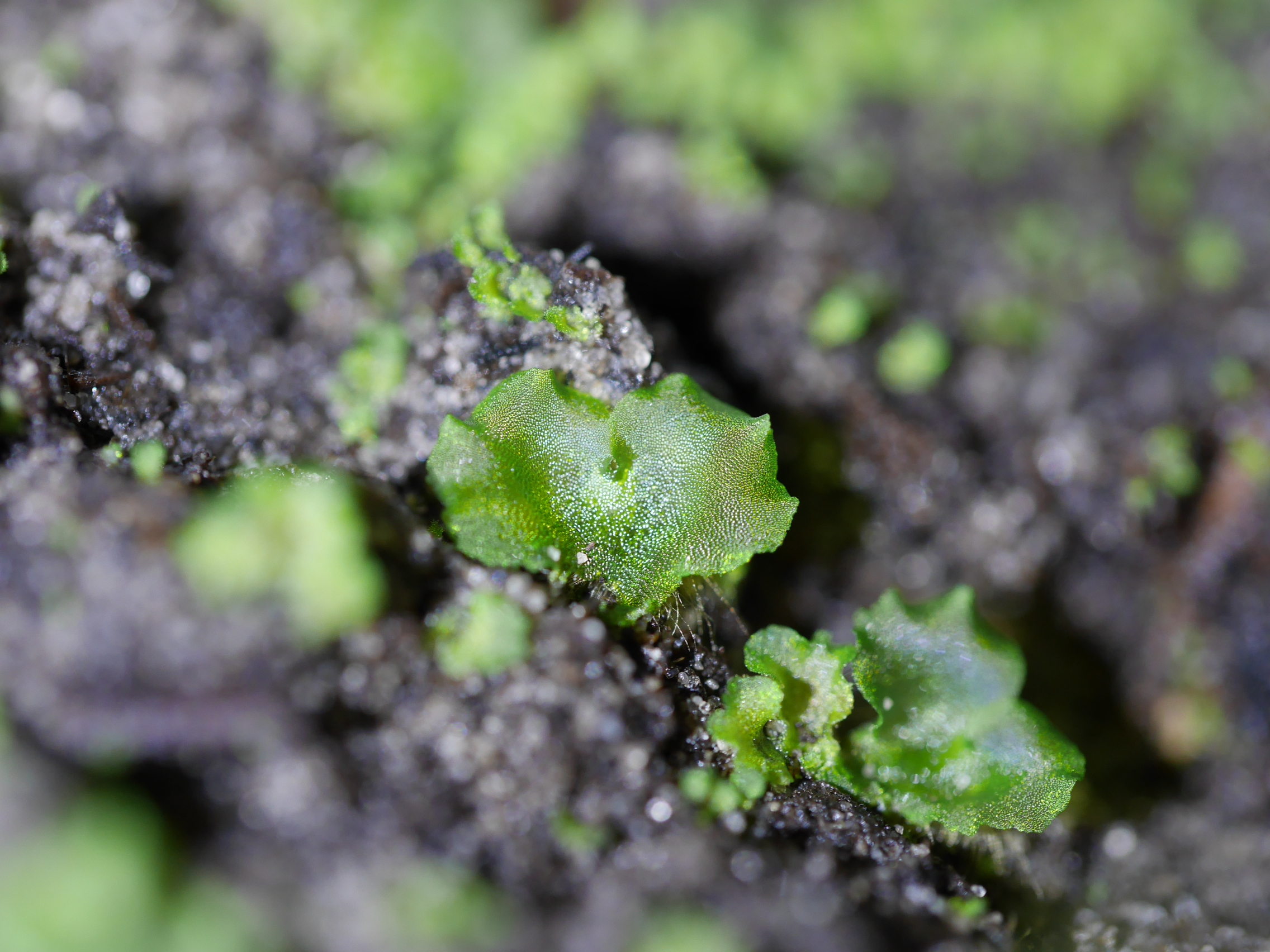
Prothalle dAsplenium scolopendrium

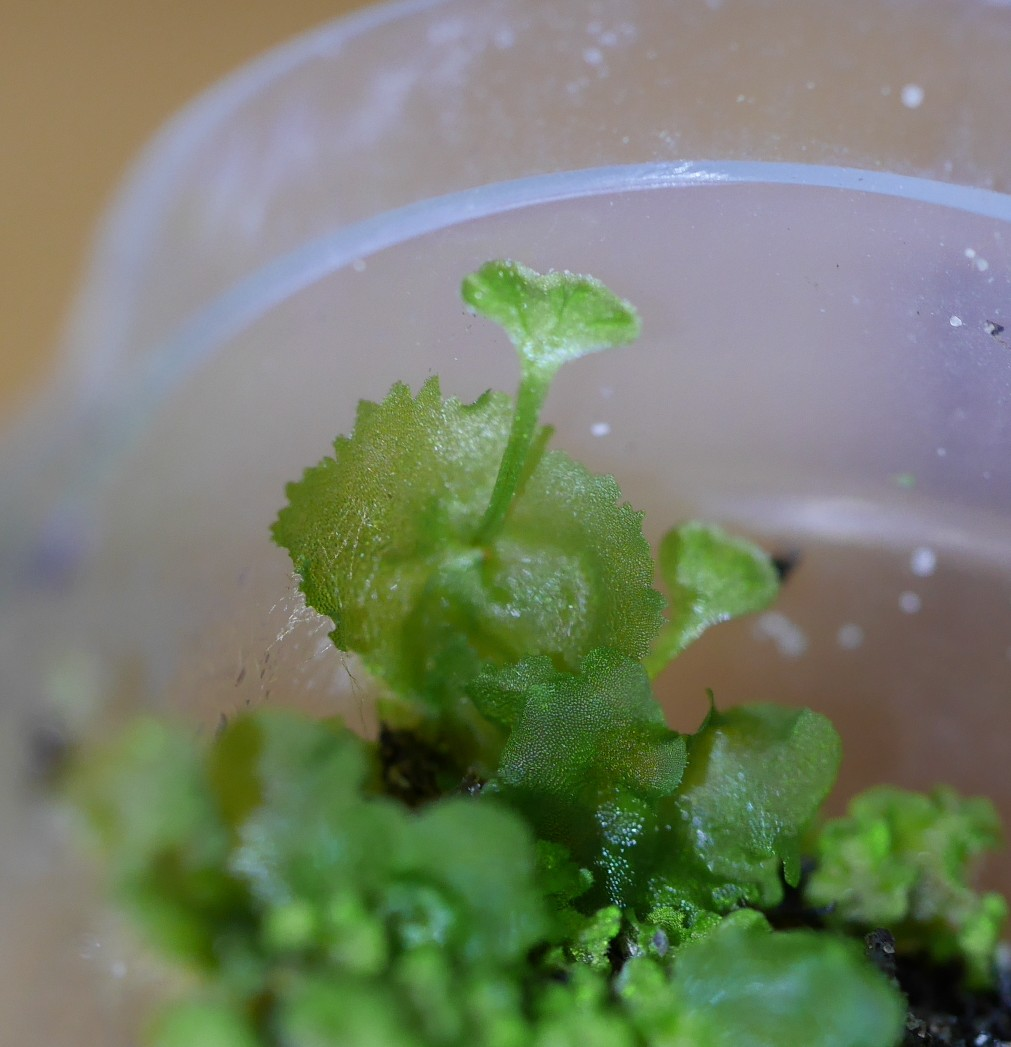
Jeune sporophyte dAsplenium scolopendrium

Une étude japonaise (référencée dans https://www.ncbi.nlm.nih.gov/pmc/articles/PMC9024544/) a porté sur les résistances des gamétophytes, rhizomes, et des feuilles de sporophytes de cette espèce à trois stress (le froid, le gel, le stress hydrique) dans les forêts du nord du Japon. Elle a montré que la résistance des rhizomes au froid des fougères varie selon les populations et reflète les conditions hivernales de leurs habitats : certains rhizomes seront endommagés dès -5 °C et d'autres à -17,5 °C, sachant que certains habitats épiphytes sont exposés à des températures variant de -20 à 40 °C. Les feuilles hivernales persistantes (restant vertes) résistent au gel allant de -25 à -40 °C mais les feuilles d'été meurent dès -5 °C. Lors de cette étude sauf dans quelques cas les gamétophytes de fougères poussant au sol sous une canopée supportaient jusqu'à -40 °C et étaient bien plus résistantes que les sporophytes. Ceci invite à penser que le froid hivernal conditionne la saisonnalité (phénologie) du cycle de vie de l'espèce, ainsi que sa distribution. La génération sensible serait le sporophyte plutôt que le gamétophyte, qui parce que plus robuste peut donc plus facilement coloniser des habitats où le sporophyte est exclu par le gel.

## Répartition géographique et habitat

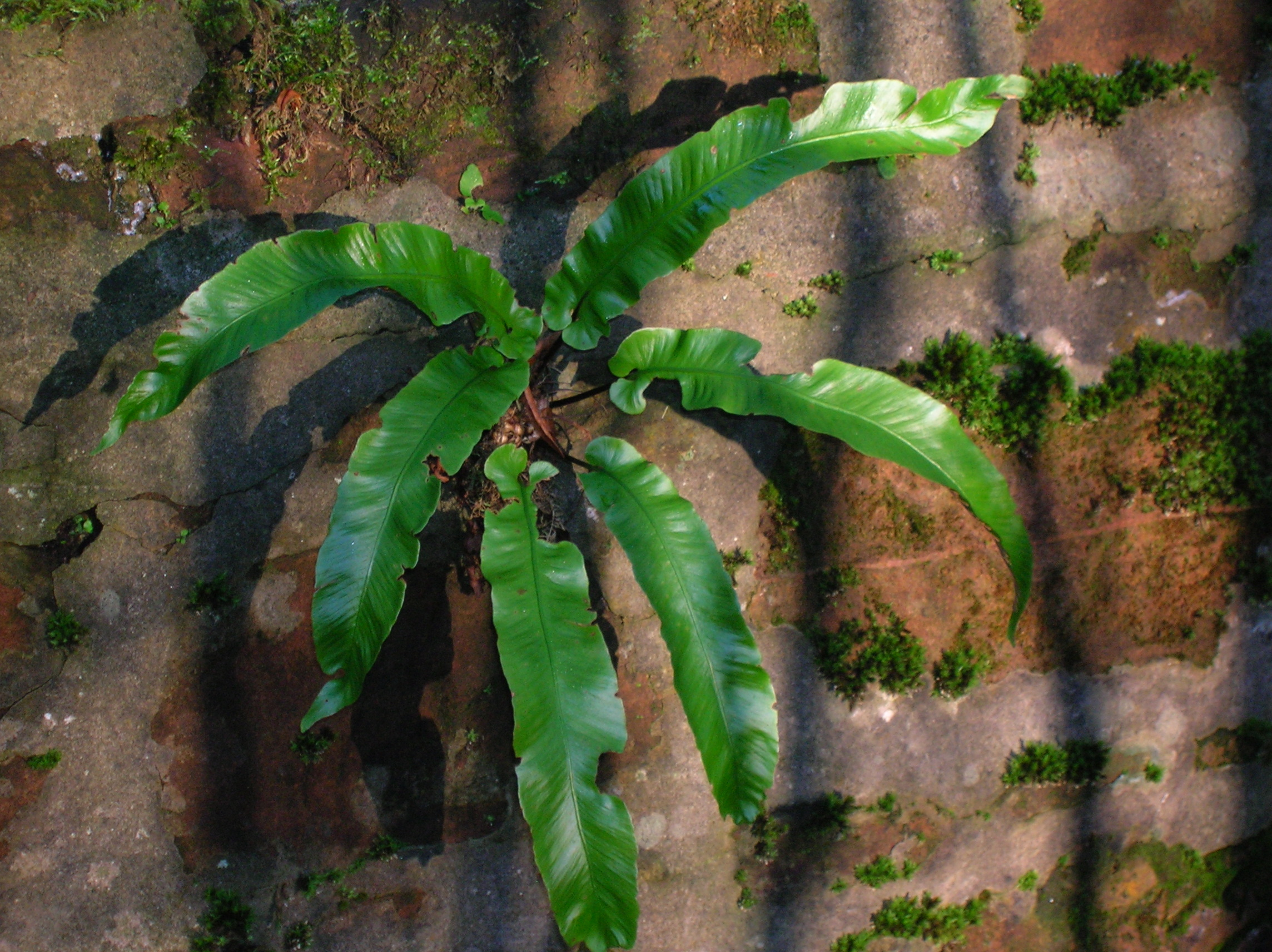
Exemple d'habitat dAsplenium scolopendrium

C'est une fougère abondante dans les forêts de ravins et assez commune à rare ou absente selon les régions. On la trouve jusqu'à 1 800 m d'altitude. La scolopendre est en France protégée dans certaines régions, notamment en région PACA et région Limousin (source INPN).
La scolopendre vit dans des stations ombragées, souvent sur des sols calcaires, mélangés à des graviers, argiles ou sables. On la rencontre dans les forêts en pente, les ravins, les éboulis, au bord des ruisseaux et aussi dans les parois internes des puits ou sur les vieux murs ombragés.
Elle est un des végétaux secondaires suffisamment caractéristiques pour définir les associations végétales "Hêtraies pyrénéennes hygrophiles", "Chênaies-frênaies pyrénéo-cantabriques" et "Forêts de ravin à Frêne et Sycomore", mais aussi l'association "Falaises calcaires médio-européennes à Fougères".

## Capacités de colonisation

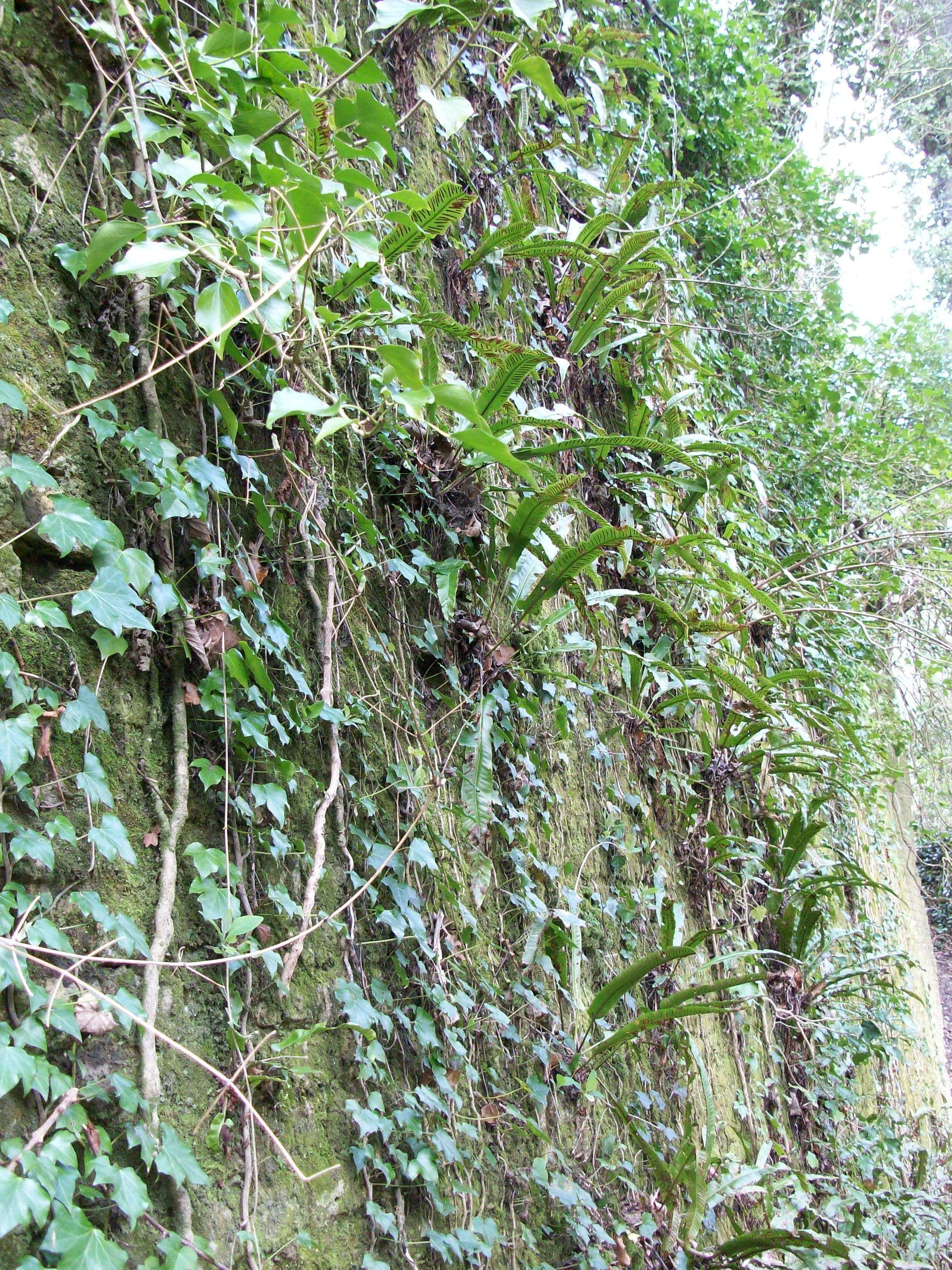
scolopendre (fougère) colonie sur rempart.

Cette espèce peut facilement coloniser des habitats semi-naturels qui lui conviennent (carrières, murs, lavoirs, fontaines, etc.). Dans certaines régions, cette espèce est localement en expansion comme dans certaines zones boisées néerlandaises, entièrement conquises sur la mer par poldérisation (où localement 70 % des espèces de fougères voient leurs populations croitre, en grande partie grâce à de nouveaux habitats devenus en quelques décennies des hot-spots riches en fougère dans les forêts du Flevoland, ce qui est selon le botaniste néerlandais Peter Bremer (après 30 ans de recherche et une thèse) « sans précédent à l'échelle mondiale ».
Les conditions de survie et de colonisation d'habitats par la scolopendre ont fait l'objet d'études car jugées importantes pour la survie de cette espèce (homospore et diploïde) dans le contexte du dérèglement climatique et de régression, pollution, fragmentation et dégradation des zones humides, des paysages et des écosystèmes,. L'une des expériences a consisté à collecter des gamétophytes provenant de sites différents (populations génétiquement distinctes) et « cultivées in vitro de trois façons différentes: I) gamétophytes isolés, II) gamétophyte d'un sporophyte différente dans le même site ou III) avec un partenaire d'un autre site ». Cette expérience a montré que la production des Sporophytes a été la plus élevée dans les configurations III (croisements entre individus différents mais au sein de la population d'un même site (situation III), d'un niveau intermédiaire dans les cas de croisements inter-populations de sites différents (situation II) et les plus bas dans les cas de gamétophytes isolés (situation I), ce qui évoque fortement une dépression de consanguinité. Une autofécondation intragamétophytique est possible ; elle a été décrite par ERJ Wubs & al. en 2010 (dans huit génotypes sur neuf testés). La biodiversité de cette espèce est donc maintenue par une dispersion de gène se faisant par des reproductions croisées intersites, mais une autofécondation occasionnelle est possible, permettant la colonisation d'un nouveau site par un seul spore ; le sporophyte résultant sera complètement homozygote, rejettera dans les années suivantes de grandes quantités de spores qui donneront naissance à un groupe de gamétophytes au voisinage du parent. La dépression consanguine favorisera ensuite une reproduction croisée.

## Phytochimie
Sohn et al ont mis en évidence en 2008 la production de terpénoïdes par les feuilles de cette espèce ; lutéine, (6S,9S)-roséoside, icariside B2, et picrionoside A .
Des protoflavonoides synthétisés par cette espèce pourrait avoir un intérêt pour la médecine contre le cancer.

## Utilisations

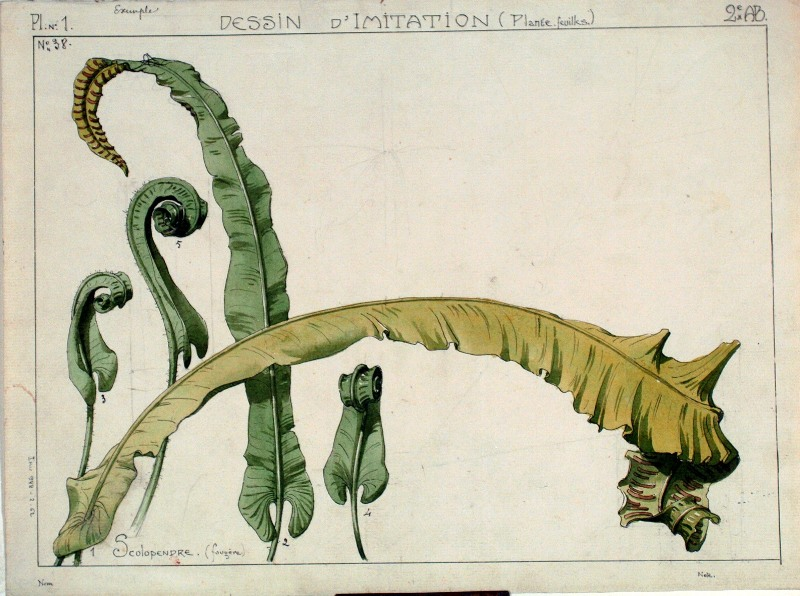
Etude d'une fougère scolopendre, début du XXe siècle, Henri Bergé, musée de l'Ecole de Nancy.

- Etude d'une fougère scolopendre, début du XXe siècle, Henri Bergé, musée de l'Ecole de Nancy.Utilisation ornementale : c'est une fougère cultivée pour l'ornementation car elle est très décorative.
- Utilisation médicinale : cette fougère était considérée, dans l'Antiquité, comme efficace contre les infections du foie et de la rate[réf. souhaitée] (d'où ses autres dénominations). Aujourd'hui, on lui reconnaît des propriétés expectorantes, astringentes et émollientes[réf. nécessaire] car elle contient des mucilages et des tanins. La scolopendre entre dans la composition du sirop officinal de chicorée composé[réf. souhaitée].

## Menaces, protection, gestion
L'espèce est protégée en régions Provence-Alpes-Côte-d'Azur et Limousin. Elle peut notamment être menacée par la destruction de ses habitats par des carrières, routes, aménagements de berges, destruction de murets et vieux murs lors de remembrements, etc.
En bordure sud d'une zone karstique du massif du Harz (Basse-Saxe) une population d’A.scolopendrium menacée de destruction par une carrière de gypse a fait l'objet d'une transplantation réussie dans une doline proche, qui n'était pas encore peuplée par l'espèce. 90 % des 59 transplants survivaient après 10 ans, et la population s'était agrandie durant les six années qui ont suivi la transplantation, les premiers descendants étant apparus à partir de la troisième année suivant la transplantation. Après 10 ans, 1 110 descendants ont été comptés dont 171 produisant des spores (soit une augmentation de population de + 1 781 % en 10 ans). Les fougères replantées sur pentes rocheuses ou sur des tas de blocs ont mieux repris là où du sol était disponible que sur des substrats rocheux sans sol. En revanche les juvéniles nés sur place se sont mieux établis sur les parois rocheuses où le substrat n'était pas recouvert de feuillage d'automne, mais rarement à plus de 3 mètres de la plante-mère, ce qui confirme un potentiel de dispersion limité dans ce type de contexte (et pourrait expliquer que la doline proche n'était pas déjà spontanément colonisée). L'auteur conclut que dans ce type de cas la transplantation d'individus adultes (ou l'introduction de spores) peuvent aider à préserver des populations menacées de destruction, mais qu'à long terme, de telles mesures ne peuvent pas compenser la destruction continue des habitats naturels par les carrières.